# ガイウス・プラウティウス・プロクルス
ガイウス・プラウティウス・プロクルス（Gaius Plautius Proculus）は紀元前4世紀の共和政ローマのプレブス（平民）出身の政治家・軍人である。プラウティウス氏族では最初の執政官（コンスル）に就任した人物である。

## 経歴
紀元前358年に、パトリキ出身のガイウス・ファビウス・アンブストゥスと共に執政官に就任。執政官になるまでの経歴はほとんど知られていないが、プラウティウス氏族はプリウェルヌム（現在のプリヴェルノ）から来たといういくらかの考古学的な証拠がある。同年、ガリア人の脅威に対するためにガイウス・スルピキウス・ペティクスが独裁官（ディクタトル）に任命された。二人の執政官は他の敵に対応した。ガイウス・ファビウスはエトルリアに、ガイウス・プラウティウスはプリウェルヌムとヘルニキの襲撃に対処した。ガイウス・ファビウスはエトルリアに敗北を喫したが、ガイウス・プラウティウスは勝利を得、凱旋式を実施している。翌年にもプリウェルヌムは敗北し、その後はローマの同盟都市となった。
紀元前356年、ガイウス・プラウティウスはプレブス出身の最初の独裁官であるガイウス・マルキウス・ルティルスのマギステル・エクィトゥム（副官）に任命された。現代イタリアの歴史学者であるニコラ・テレナト（en、1963-）は、これをプラウティウス氏族がプレブスの権力拡大の最前線にあり、プラウティウスとルティルスが政治的に協力することは難しくないことを示そうとしたものであると解釈している。

## 参考資料
1. ↑  Nicola Terrenato, "Private Vis, Public Virtus: Family agendas during the early Roman expansion", in Roman Republican Colonization New Perspectives from Archaeology and Ancient History, edited by Tesse D. Stek and Jeremia Pelgrom (Rome: Papers of the Royal Netherlands Institute in Rome, 2014), pp. 48f
2. ↑  凱旋式のファスティ
3. 1 2  Terrenato, "Private Vis", p. 49